# Dulverton
Dulverton – miasto w Anglii, w hrabstwie Somerset, w dystrykcie (unitary authority) Somerset. Leży 82 km na południowy zachód od miasta Bristol i 244 km na zachód od Londynu. Miejscowość liczy 1630 mieszkańców.
Siedziba dyrekcji parku narodowego Exmoor.
Miasto partnerskie w Polsce - Zwierzyniec (woj. lubelskie).